# Lijst van nationale parken in IJsland
IJsland heeft drie nationale parken. Op 17 juni 2021 wordt een vierde nationaal park þjóðgarð á Vestfjörðum opgericht in Westfjorden.
| Naam van het nationaal park | Regio | Foto |
| --------------------------- | --- | ---- |
| Vatnajökull                 | Zuidoost-IJsland (omvat het vroegere Nationaal park Skaftafell (1967-2008) en het vroegere Nationaal park Jökulsárgljúfur) |      |
| Snæfellsjökull              | West-IJsland |      |
| Þingvellir                  | Zuidwest-IJsland |      |